# 302542 Tilmann
302542 Tilmann este un asteroid din centura principală de asteroizi.

## Descriere
302542 Tilmann este un asteroid din centura principală de asteroizi. A fost descoperit pe 5 iulie 2002 la Observatorul Palomar de Maik Meyer. Asteroidul prezintă o orbită caracterizată de o semiaxă mare de 2,60 ua, o excentricitate de 0,22 și o înclinație de 3,0° în raport cu ecliptica.